# Descer pra BC
"Descer pra BC" é uma canção gravada por Brenno & Matheus e DJ Ari SL, e lançada como single em 15 de novembro de 2024. Viralizou na Internet, com mais de 90 milhões de streams no Spotify e atingindo o top 1 de mais tocadas do Brasil. Algumas pessoas acusaram a canção de plágio de "Ragatanga" , porém tal acusação foi refutada pelo próprio produtor da música, Rick Bonadio, em um entrevista publicada online 

## Composição
"Descer pra BC" foi produzida por DJ Ari SL e composta por ele ao lado de João Dalzoto. A canção é um agro-funk, ou funknejo, sobre sair do interior e visitar Balneário Camboriú. A música contém elementos de música eletrônica de rave.